# Guadalajara Open
Guadalajara Open, oficiálně Guadalajara Open Akron, je profesionální tenisový turnaj žen hraný v mexickém Zapopanu, součásti guadalajarské metropolitní oblasti. Založen byl v roce 2022. Na okruhu WTA Tour se v letech 2022–2023 řadil do kategorie WTA 1000, z níž byl degradován od úrovně WTA 500. Dějištěm se staly tvrdé dvorce Panamerického tenisového centra. Titulárním partnerem se stala mexická skupina Akron vyrábějící automobilová maziva.

## Historie
V důsledku pandemie covidu-19 nemohl být hrán Turnaj mistryň 2021 v Šen-čenu. Dva měsíce před jeho zahájením svěřila Ženská tenisová asociace (WTA) jeho pořádání mexickým pořadatelům v zapopanském Panamerickém tenisovém centru, kde se již v březnu 2021 uskutečnil Abierto Zapopan v úrovni WTA 250. Čínské turnaje na okruhu absentovaly i v sezóně 2022, po jejich zrušení kvůli obavám o bezpečnost čínské tenistky Pcheng Šuaj, která v listopadu 2021 obvinila bývalého vicepremiéra Čanga Kao-lia ze sexuálního násilí.
WTA ocenila organizátory za zvládnutí Turnaje mistryň pořadatelstvím Guadalajara Open během říjnového 42. týdne sezóny 2022 v kategorii WTA 1000, když tuto informaci zveřejnila v květnu 2022 v rámci aktualizovaného kalendáře včetně dodatečně začleněných turnajů. Guadalajarská událost nahradila v tisícové kategorii Wuhan Open, který se na okruh vrátil v sezóně 2024. Guadalajara Open 2024 tak byl degradován do úrovně WTA 500.
Dějištěm se stalo Panamerické tenisové centrum v Zapopanu čítající třináct otevřených dvorců s tvrdým povrchem. Kapacita centru Estado Akron de tenis byla pro Turnaj mistryň 2021 navýšena na 7,3 tisíce diváků. Spolu s bogotským Copa Colsanitas se jedná o jeden z nejvýše položených areálů na okruhu, v nadmořské výšce přibližně 1 560 m n. m. s potřebou aklimatizace tenistek.

## Přehled finále

### Dvouhra
| Rok  | vítězka            | finalistka           | výsledek      |
| ---- | ------------------ | -------------------- | ------------- |
| 2022 | Jessica Pegulaová  | Maria Sakkariová     | 6–2, 6–3      |
| 2023 | Maria Sakkariová   | Caroline Dolehideová | 7–5, 6–3      |
| 2024 | Magdalena Fręchová | Olivia Gadecká       | 7–6(7–5), 6–4 |

### Čtyřhra
| Rok  | vítězky                              | finalistky                              | výsledek                   |
| ---- | ------------------------------------ | --------------------------------------- | -------------------------- |
| 2022 | Storm Sandersová Luisa Stefaniová    | Anna Danilinová Beatriz Haddad Maiová   | 7–6(7–4), 6–7(2–7), [10–8] |
| 2023 | Storm Hunterová (2) Elise Mertensová | Gabriela Dabrowská Erin Routliffeová    | 3–6, 6–2, [10–4]           |
| 2024 | Anna Danilinová Irina Chromačovová   | Oxana Kalašnikovová Kamilla Rachimovová | 2–6, 7–5, [10–7]           |